# Marta Pandini
Marta Teresa Pandini (Milano, 21 marzo 1998) è una calciatrice italiana, centrocampista della Roma.

## Carriera

### Club
Nata nel 1998 a Milano, ha iniziato a giocare a calcio a 7 anni, tesserandosi in seguito con il Romano Banco, squadra dell'omonima frazione di Buccinasco, in provincia di Milano.
Passata all'Inter Milano, vi ha esordito in campionato a 16 anni, titolare nel pareggio per 1-1 sul campo del Valpolicella del 5 ottobre 2014, 1ª giornata di Serie B.
Aveva segnato le sue prime reti in carriera il 21 settembre, siglando una doppietta al 49' e al 61' nel 2-1 casalingo contro il Tradate Abbiate, ritorno del turno preliminare di Coppa Italia.
Il primo gol in Serie B è arrivato invece il 26 ottobre, alla 4ª di campionato, quando ha aperto le marcature al 19' nel successo esterno contro l'Unterland per 7-0.
In 4 stagioni con la squadra denominata Inter Milano ha collezionato più di 71 presenze e 26 reti, arrivando due volte 3ª, nel girone B nella stagione 2014-2015 e nel girone A nel 2016, e due volte 2ª, nel girone C nel 2017, 2 punti dietro al Valpolicella, e nel girone B nel 2018, 3 punti dietro all'Orobica.
Il 23 ottobre 2018 l'Inter ha acquisito il titolo sportivo dell'Inter Milano, e di conseguenza le prestazioni sportive delle calciatrici della prima squadra, tra le quali Pandini, che è stata schierata titolare nella prima di sempre dell'F.C. Internazionale Milano femminile, il 28 ottobre in casa a Sedriano contro il Cittadella, 3º turno di Serie B (i primi 2 erano stati disputati con la vecchia denominazione), gara vinta per 2-0.
In rete nelle prime due giornate di campionato e nella 2ª gara del 1º turno di Coppa Italia con la squadra denominata ancora Inter Milano, ha realizzato il suo primo gol con l'Inter il 4 novembre, segnando il 3-0 al 42' nel 6-0 in trasferta contro il Genoa Women della 4ª di campionato.
Alla prima stagione con la nuova società ha vinto la Serie B con 21 vittorie, 1 solo pareggio (alla 20ª sul campo della Lazio) e nessuna sconfitta, ottenendo la promozione in Serie A, anche grazie alle sue 10 reti, con le quali si è piazzata 12ª in classifica marcatrici. Pandini ha debuttato in massima serie il 14 settembre 2019, alla 1ª di campionato, titolare nel 2-2 interno con il Verona.
Il 1º febbraio 2024, viene ufficializzato il suo passaggio a titolo definitivo alla Roma, sempre in Serie A, nell'ambito dell'affare che ha portato Annamaria Serturini all'Inter. Tuttavia, viene lasciata in prestito al club nerazzurro fino al termine della stagione. Segna la sua prima rete in giallorosso nella gara di Champions League vinta 6-1 sul campo del Galatasaray del 17 ottobre.

### Nazionale
Nel novembre 2014 ha giocato due amichevoli con l'under 17 italiana, contro la Francia.
A fine 2018 è entrata nella nazionale under 23.
Il 10 aprile 2021 esordisce con la nazionale maggiore, subentrando al 75' nell'amichevole vinta dalle azzurre 1-0 sull'Islanda, a Firenze.

## Statistiche

### Presenze e reti nei club
Statistiche aggiornate al 10 maggio 2025.
| Stagione            | Squadra             | Campionato          | Campionato | Campionato | Coppe nazionali | Coppe nazionali | Coppe nazionali | Coppe continentali | Coppe continentali | Coppe continentali | Altre coppe | Altre coppe | Altre coppe | Totale | Totale |
| Stagione            | Squadra             | Comp                | Pres       | Reti       | Comp            | Pres            | Reti            | Comp               | Pres               | Reti               | Comp        | Pres        | Reti        | Pres   | Reti   |
| ------------------- | ------------------- | ------------------- | ---------- | ---------- | --------------- | --------------- | --------------- | ------------------ | ------------------ | ------------------ | ----------- | ----------- | ----------- | ------ | ------ |
| 2014-2015           | Inter Milano        | B                   | 14         | 4          | CI              | 1+              | 2               | -                  | -                  | -                  | -           | -           | -           | 15+    | 6      |
| 2015-2016           | Inter Milano        | B                   | 11         | 2          | CI              | ?               | ?               | -                  | -                  | -                  | -           | -           | -           | 11     | 2      |
| 2016-2017           | Inter Milano        | B                   | 22         | 8          | CI              | 1+              | 1               | -                  | -                  | -                  | -           | -           | -           | 23+    | 9      |
| 2017-2018           | Inter Milano        | B                   | 21         | 8          | CI              | 1+              | 1               | -                  | -                  | -                  | -           | -           | -           | 22+    | 9      |
| Totale Inter Milano | Totale Inter Milano | Totale Inter Milano | 68         | 22         | -               | 3+              | 4               | -                  | -                  | -                  | -           | -           | -           | 71+    | 26     |
| 2018-2019           | Inter               | B                   | 22         | 10         | CI              | 3               | 1               | -                  | -                  | -                  | -           | -           | -           | 25     | 11     |
| 2019-2020           | Inter               | A                   | 15         | 0          | CI              | 0               | 0               | -                  | -                  | -                  | -           | -           | -           | 15     | 0      |
| 2020-2021           | Inter               | A                   | 14         | 1          | CI              | 5               | 0               | -                  | -                  | -                  | -           | -           | -           | 19     | 1      |
| 2021-2022           | Inter               | A                   | 20         | 4          | CI              | 3               | 0               | -                  | -                  | -                  | -           | -           | -           | 23     | 4      |
| 2022-2023           | Inter               | A                   | 24         | 1          | CI              | 6               | 0               | -                  | -                  | -                  | -           | -           | -           | 30     | 1      |
| 2023-2024           | Inter               | A                   | 12         | 0          | CI              | 1               | -               | -                  | -                  | -                  | -           | -           | -           | 13     | 0      |
| Totale Inter        | Totale Inter        | Totale Inter        | 107        | 16         | -               | 18              | 1               | -                  | -                  | -                  | -           | -           | -           | 125    | 17     |
| 2024-2025           | Roma                | A                   | 13         | 2          | CI              | 4               | 0               | UWCL               | 6                  | 1                  | SI          | 1           | 0           | 24     | 3      |
| Totale carriera     | Totale carriera     | Totale carriera     | 188        | 39         | -               | 25+             | 5               | -                  | 6                  | 1                  | -           | 1           | 0           | 220+   | 45+    |

### Cronologia presenze e reti in nazionale
| Cronologia completa delle presenze e delle reti in nazionale ― Italia | Cronologia completa delle presenze e delle reti in nazionale ― Italia | Cronologia completa delle presenze e delle reti in nazionale ― Italia | Cronologia completa delle presenze e delle reti in nazionale ― Italia | Cronologia completa delle presenze e delle reti in nazionale ― Italia | Cronologia completa delle presenze e delle reti in nazionale ― Italia | Cronologia completa delle presenze e delle reti in nazionale ― Italia | Cronologia completa delle presenze e delle reti in nazionale ― Italia |
| Data                                                                  | Città                                                                 | In casa                                                               | Risultato                                                             | Ospiti                                                                | Competizione                                                          | Reti                                                                  | Note                                                                  |
| --------------------------------------------------------------------- | --------------------------------------------------------------------- | --------------------------------------------------------------------- | --------------------------------------------------------------------- | --------------------------------------------------------------------- | --------------------------------------------------------------------- | --------------------------------------------------------------------- | --------------------------------------------------------------------- |
| 10-4-2021                                                             | Firenze                                                               | Italia                                                                | 1 – 0                                                                 | Islanda                                                               | Amichevole                                                            | -                                                                     | 75’                                                                   |
| Totale                                                                |                                                                       | Presenze                                                              | 1                                                                     |                                                                       | Reti                                                                  | 0                                                                     |                                                                       |

## Palmarès

### Club

#### Competizioni nazionali
- Campionato italiano di Serie B: 1

Inter: 2018-2019
- Supercoppa italiana: 1

Roma: 2024